# 曼森山
曼森山（英語：Mount Munson），是南極洲的山峰，位於杜費克海岸，處於韋德山西北岸，屬於奧拉夫王子山脈的一部分，海拔高度2,800米，在1929年11月由美國探險隊發現和拍攝照片，現時由南極條約體系管理。